# Борщагівка (село)
Борщагі́вка — село в Україні, в Погребищенській міській громаді Вінницького району Вінницької області біля місця злиття річок Рось та Оріховатка. Село розташоване за 25 км від центру громади та за 22 км від залізничної станції Ржевуська. Населення становить 347 осіб (станом на 1 січня 2021 р.).

## Географія
Село Борщагівка розташоване на лівому березі річки Рось й правому березі річки Оріховатка. На східному краї села річка Оріховатка впадає в Рось. Площа села 0,209 км².

## Адміністративна приналежність
У другій половині XIX століття село входило до складу Бабинецької волості Сквирського повіту Київської губернії, знаходячись на самісінькому його кордоні з Таращанським повітом.

## Історія
Перші поселенці тут з'явилися після монголо-татарської навали.
Перша писемна згадка про Борщагівку датована 1643 роком. Село належало Янушу Вишневецькому. Вважається, що село було заселене переселенням людей з села Борщівка біля Кременця, звідси й назва.

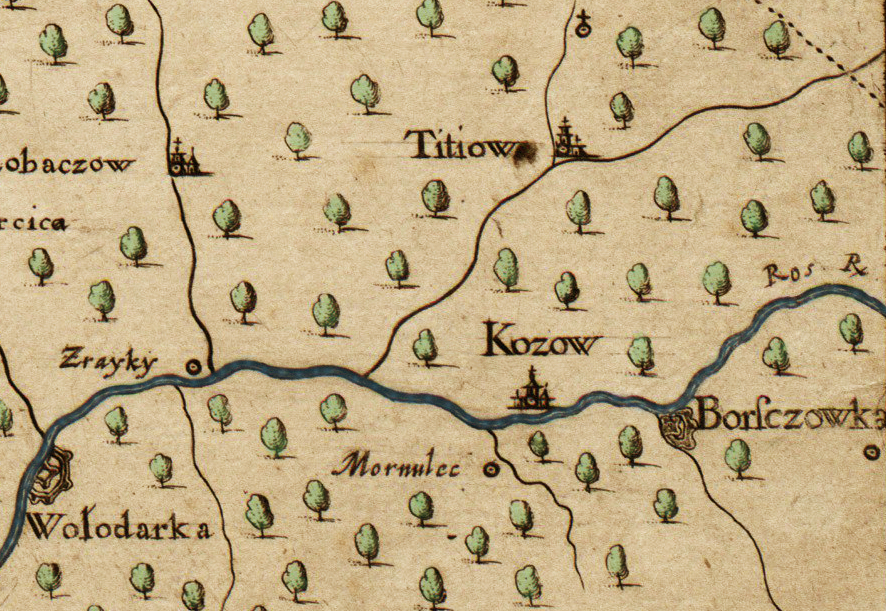
Борщагівка (Borsczowka) на мапі Боплана (1650).
Примітка. На данній карті північ розташована знизу, а південь на верху.

Влітку 1708 року під час російсько-шведської Північної війни Петра І та Карла ХІІ неподалік від села стояв військовий табір українського гетьмана Івана Мазепи. Тут прилюдно були страчені високопоставлені особи того часу — Василь Кочубей та Іван Іскра, тіла яких пізніше, за наказом Петра І, були перепоховані на території Києво-Печерської лаври. Через 200 років у центрі села їм встановлено пам'ятний знак.
На початку XVIII століття Борщагівка вважалася містечком. Однак, у 1741 році в селі Борщагівці було лише 65 дворів. Вона належала князю М. Вишневецькому, якому окрім Борщагівки належали ще Скибинці, Кур'янці й Мармуліївка.
В середині XIX століття Борщагівка мала статус містечка. У 1864 році в ній проживало 935 осіб православного віросповідання, 125 осіб римо-католицького віросповідання і 1628 євреїв. Тут була дерев'яна Успенська церква, 6 класу, що мала землі 54 десятини. Церква була побудована у 1736 році після пожежі в давнішій церкві. До борщагівської церкви відносилося й село Княже (тепер Травневе).
У 1900 році в селі був 361 двір, тут мешкало 2414 осіб, з яких 1178 — чоловіків й 1236 — жінок. У 1900 році тут жило 1853 євреї. Головним зайняттям мешканців було землеробство. У містечку лічилося землі 1395 десятин, з них належало поміщикам 612 десятин, церкві — 84 десятини, селянам — 669 десятин і чиншовикам — 30 десятин. Містечко відносилося до категорії власницьких містечок, належало графу Л. А. Ржевуському. Господарство в маєтку вів орендар А. Г. Аврамчук за трипільною системою, як й інші селяни. В містечку були 1 православна церква, 1 римо-католицький костел, 1 єврейська синагога, 1 двокласна міністерська школа, 1 богадільня, 1 лікар, 1 аптека, 2 заїжджих двори, 1 вальцьовий млин, 2 водяних млина, що належали поміщику, 8 кузень. Пожежний обоз складався з 9 бочок й 9 багрів. У містечку проводилися базари по понеділках кожні два тижні.
Під час організованого радянською владою Голодомору 1932—1933 років померло щонайменше 308 жителів села. Встановлені імена жертв голодомору згадані в «Національній книзі пам'яті жертв Голодомору».
Під час Другої світової війни наприкінці липня 1941 року село було зайняте німецькими військами. У лютому 1943 року окупаційна влада наклала на Борщагівку штраф у розмірі 80 тис. крб. за продаж сільськогосподарських продуктів. Червоною армією село було знову зайняте 31 грудня 1943 року.
На початку 1970-х років в селі була розташована центральна садиба колгоспу «Заповіт Ілліча». В користуванні його було 3396 га землі, у тому числі 2697 га орної. Колгоспу належав кам'яний кар'єр. Господарство було рільничо-тваринницького напряму. У Борщагівці була середня школа, клуб, бібліотека, пологовий будинок, медичний пункт.
12 червня 2020 року, відповідно до розпорядження Кабінету Міністрів України № 707-р «Про визначення адміністративних центрів та затвердження територій територіальних громад Вінницької області», увійшло до складу Погребищенської міської громади.
19 липня 2020 року, в результаті адміністративно-територіальної реформи та ліквідації Погребищенського району, село увійшло до складу Вінницького району.

## Населення
За даними перепису 2001 року кількість наявного населення села становила 510 осіб, із них 98,23 % зазначили рідною мову українську, 1,28 % — російську, 0,39 % — румунську.
| Рік            | ~1864 | 1897 | ~1900 | ~1972 | 1989 | 2001 |
| -------------- | ----- | ---- | ----- | ----- | ---- | ---- |
| Кількість осіб | 2688  | 3196 | 2414  | 1025  | 617  | 510  |

## Замок
Вишневецькими у 1640-1650-х рр. було засновано замок. Замок остаточно припинив існування у кінці ХІХ ст.

## Пам'ятки
На вулиці Івана Мазепи є колишній костел Непорочного Зачаття Діви Марії, побудований у 1786 році й 1856 році, що в ньому нині розташований сільський будинок культури. Будівля є пам'яткою архітектури.
В селі також є Братська могила радянських воїнів 1943 р. та пам'ятний знак на честь загиблих воїнів-земляків, встановлений 1968 року. Обидва пам'ятники є пам'ятками історії.
Пам'ятник В. Кочубею та І. Іскрі, встановлений 1908 року, належить до пам'яток мистецтва.
У східній частині кладовища у 1993 році на місці могил жертв Голодомору 1932—1933 років споруджено пам'ятний знак.
На північ від села виявлено поселення епохи пізньої бронзи, ХІІ–ІХ ст. до н. е.

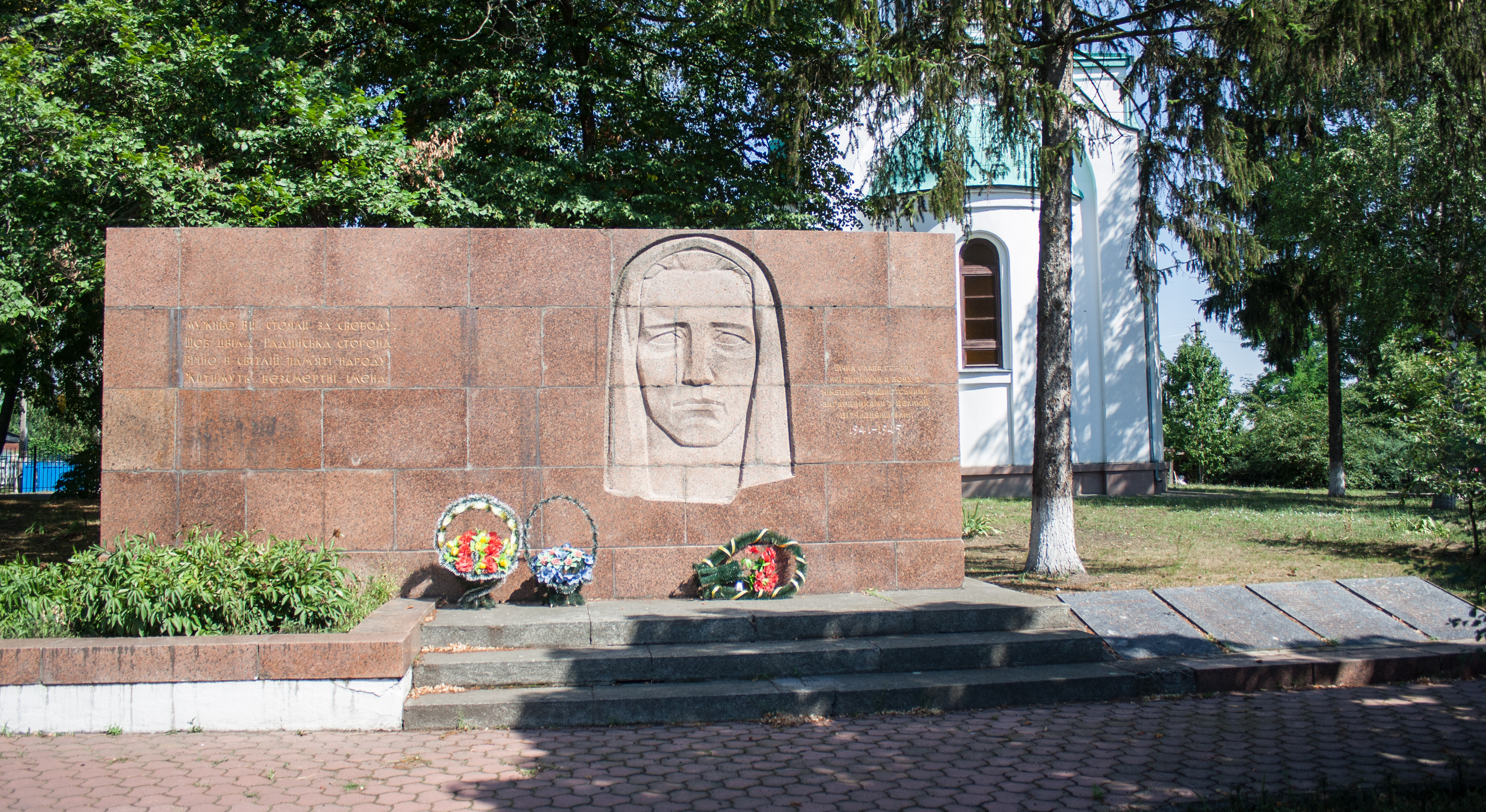
Пам'ятник 71 воїну-односельчанину, загиблому на фронтах Великої Вітчизняної війни
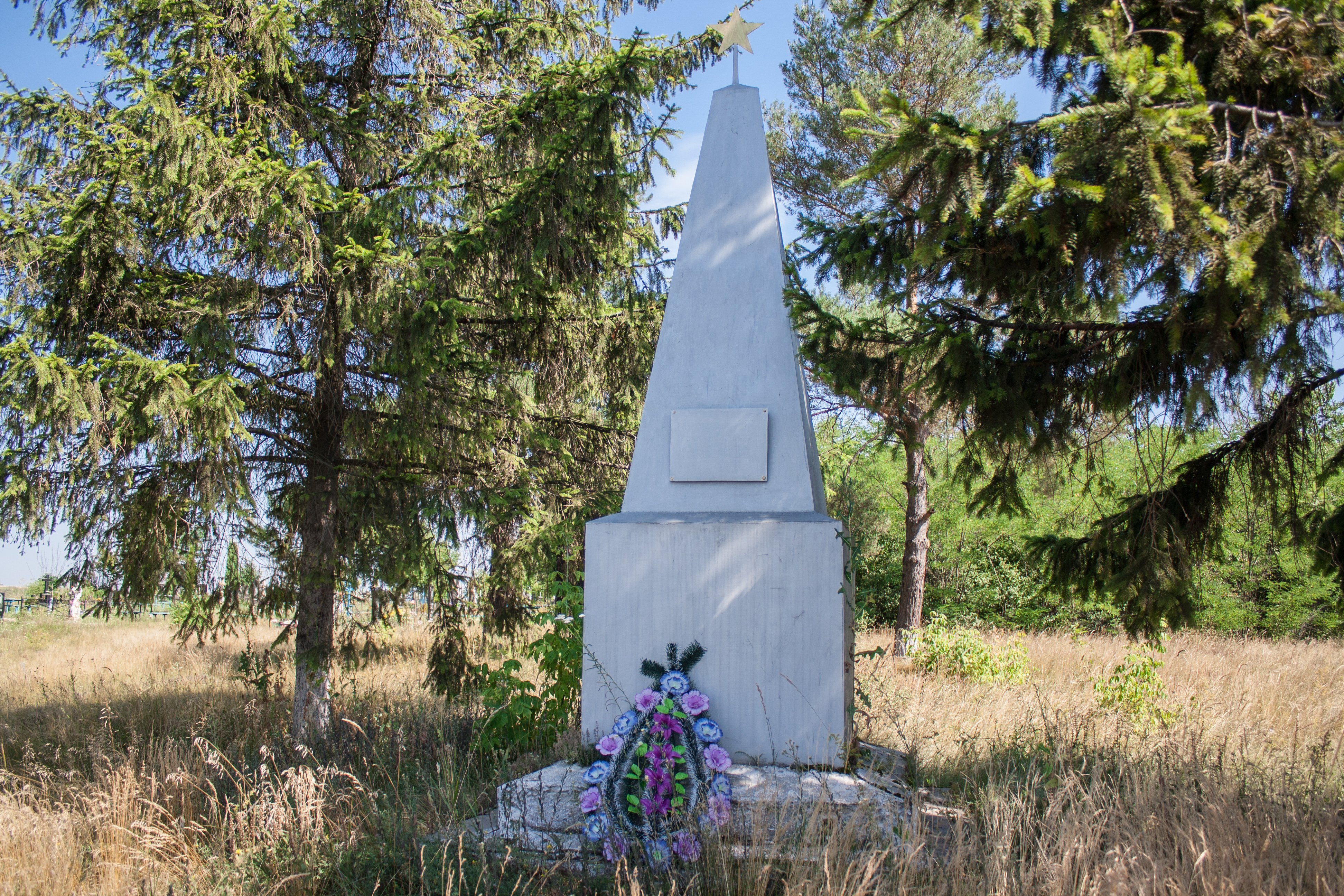
Братська могила 3 партизан та 4 воїнів радянської армії
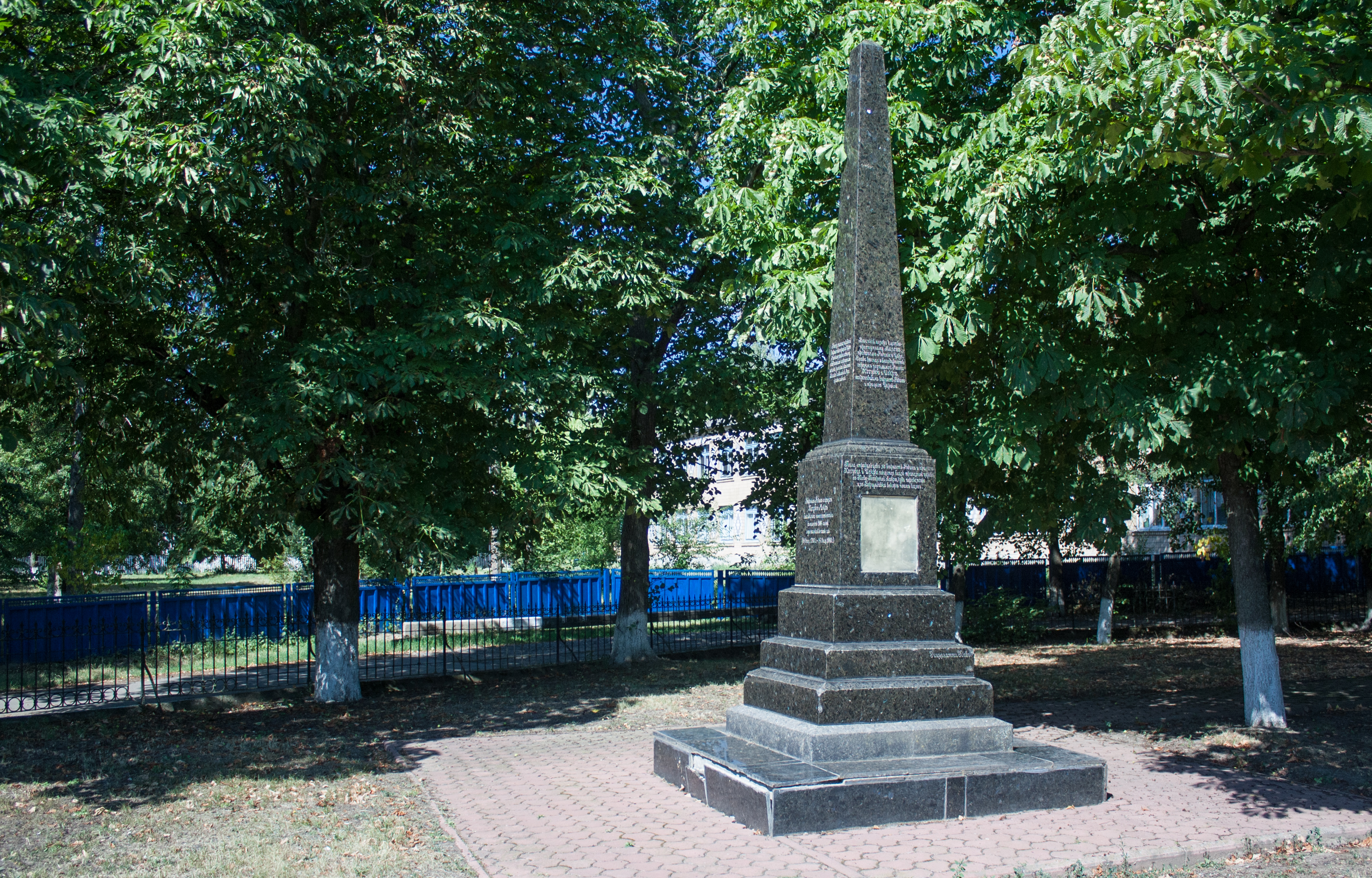
Пам'ятник у пам'ять 200 років страти Іскри і Кочубея, встановлений у 1908 р.
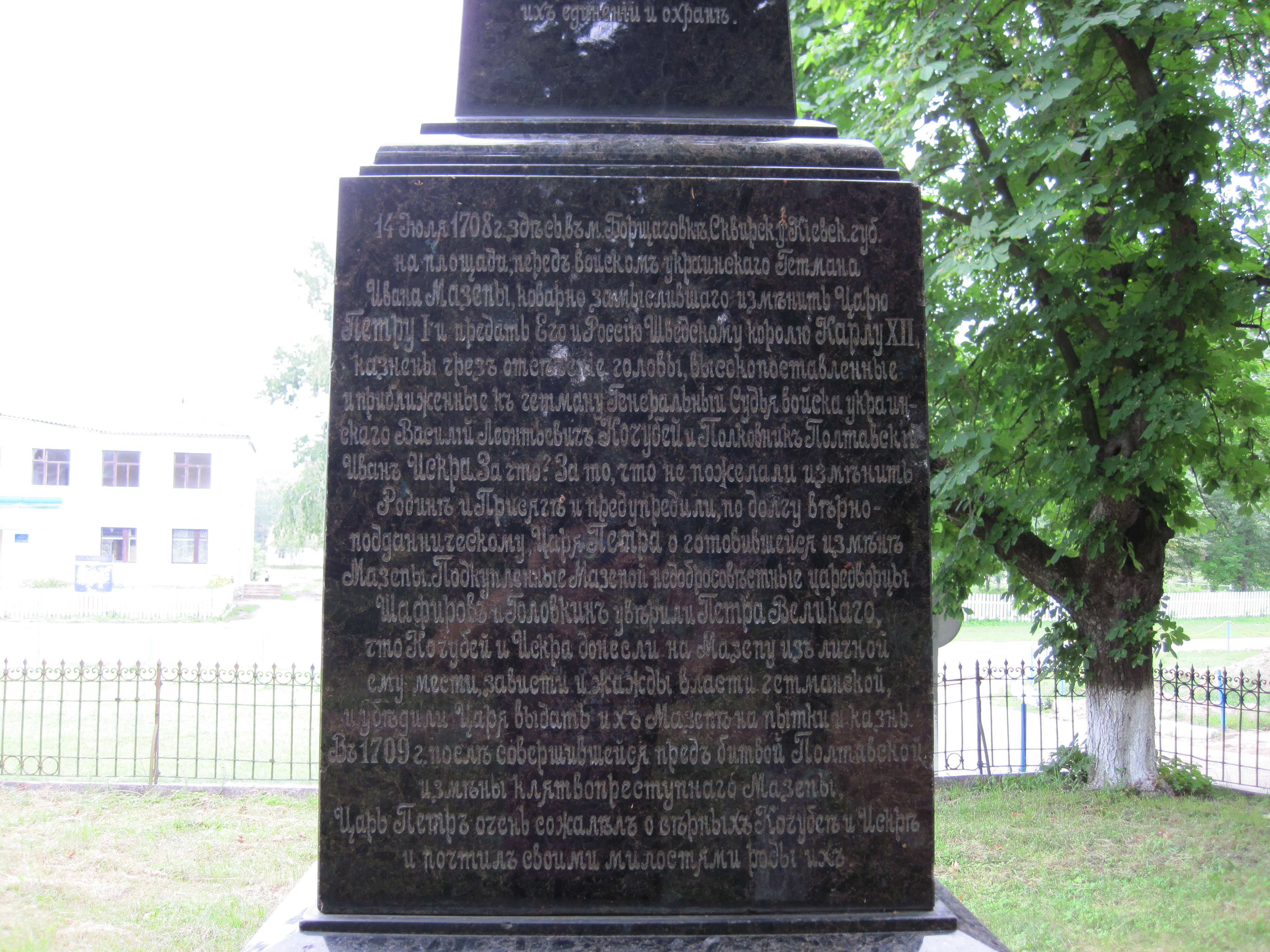
Фрагмент пам'ятника
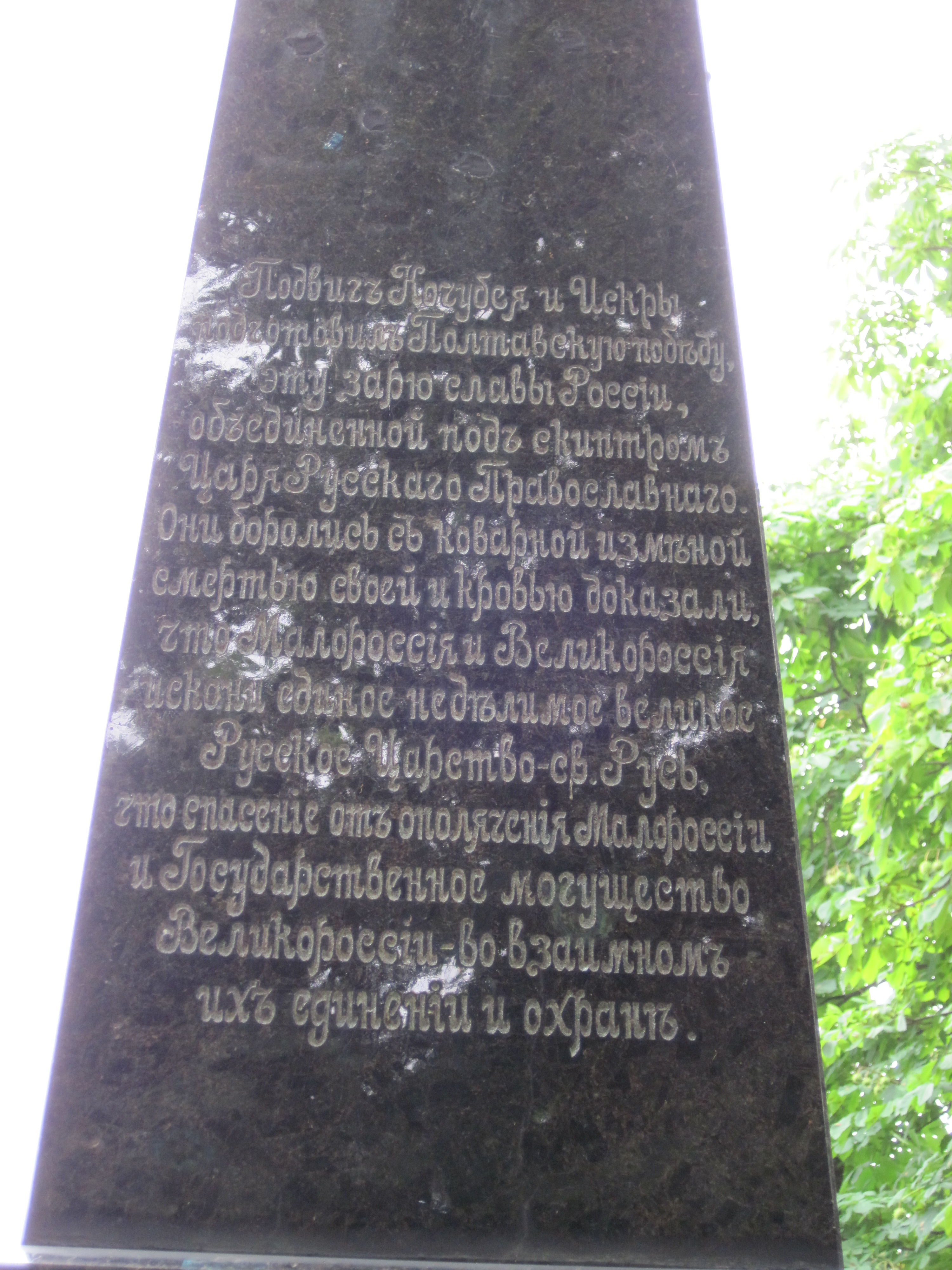
Фрагмент пам'ятника
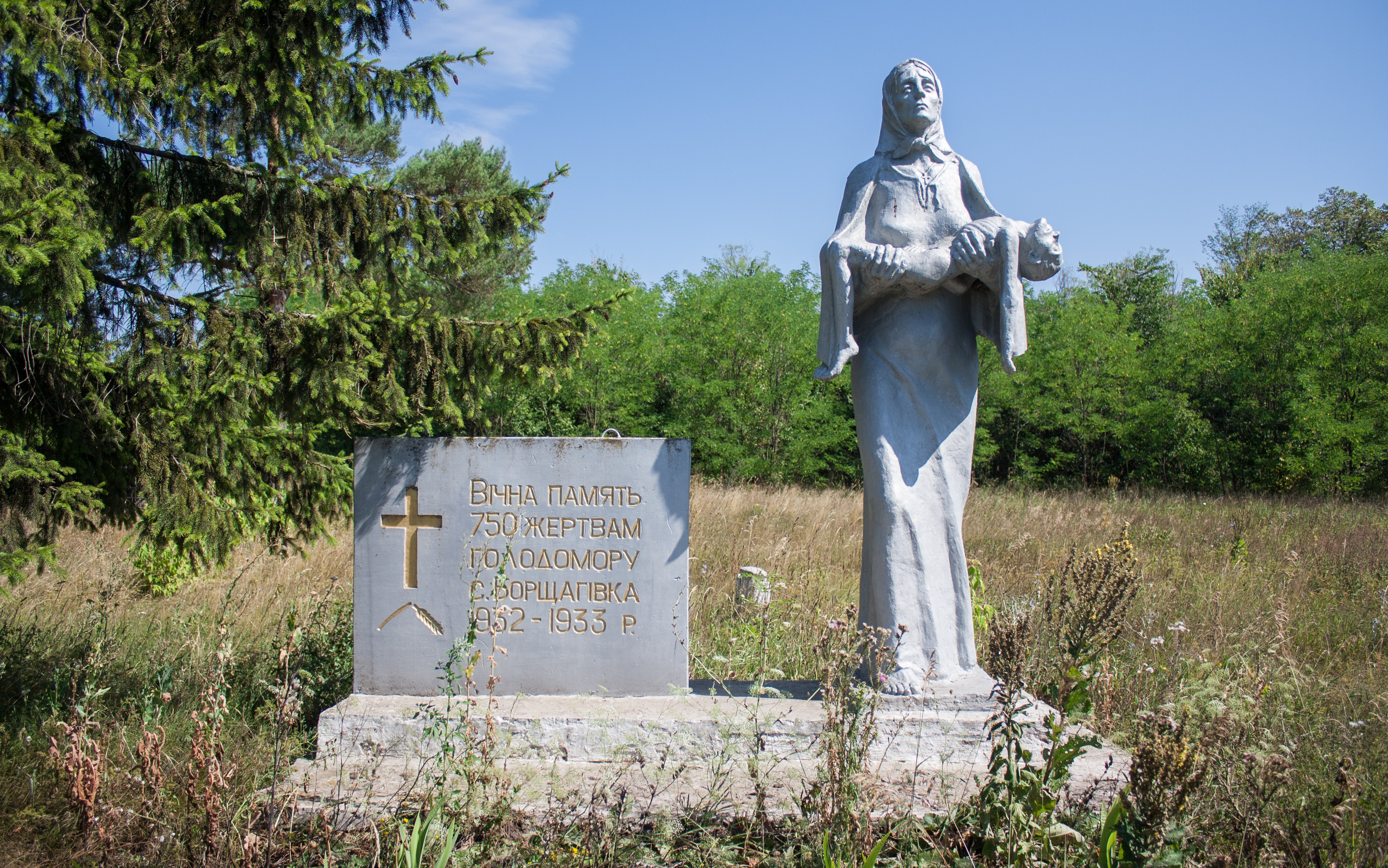
Пам'ятник жертвам Голодомору

## Відомі люди
- Коваленко Григорій Борисович (1953—2023) — російський державний діяч, глава адміністрації Нар'ян-Мара (1997—2001).
- Дубов Ігор Леонідович (1973—2014) — молодший сержант Збройних сил України, учасник російсько-української війни.